# Perlmuttbärbling
Der Perlmuttbärbling (Rasboroides vaterifloris, Syn.: Rasbora vaterifloris, Rasbora nigromarginata) ist ein kleiner Süßwasserfisch, der endemisch in den Stromgebieten der Flüsse Kalu und Nilwala im südlichen Sri Lanka vorkommt. 
Der Gattungsname Rasboroides wurde wegen der Ähnlichkeit der Art zur Gattung Rasbora gewählt, das Art-Epitheton vaterifloris setzt sich aus Vateria, dem Gattungsnamen eines immergrünen Baums auf Sri Lanka und „floris“ (für Blüte) zusammen und verweist auf die Ähnlichkeit der Färbung des Fisches mit der Blütenfarbe des Baums.

## Merkmale
Der Perlmuttbärbling hat einen hochrückigen, seitlich abgeflachten Körper der eine Maximallänge von 4 cm erreicht. In der Färbung der Art unterscheiden sich verschiedene Populationen je nach Fundort. Sie kann orangefarben, intensiv rot oder blauviolett sein und bei auffallendem Licht prächtig perlmuttfarben schimmern. Der Bauch ist weißlich oder orange. Die Flossen sind gelblich, die basalen Teile von Rücken-, After- und Schwanzflosse sind rötlich. Männchen sind schlanker und intensiver gefärbt. Rücken-, After- und Bauchflossen sind bei ihnen etwas länger. Die Seitenlinie ist vollständig (vs. reduziert bei Trigonostigma). Die Afterflosse ist stark eingebuchtet. Ihre sechs geteilten Flossenstrahlen unterscheiden Rasboroides von Rasbora (fünf).
- Flossenformel: Dorsale 2/7–8, Anale 3/6, Pectorale 1/11–12, Ventrale 2/7.
- Schuppenformel: mLR 25–26.

## Lebensweise
Der Perlmuttbärbling lebt in von Bäumen beschatteten, klaren und kühlen Gebirgsbächen mit ruhiger Strömung und einem schluffigen Bodengrund, oft in Bereichen mit einer großen Menge von abgestorbenen Blättern im Wasser. Er ernährt sich vor allem von terrestrischen Insekten (Zweiflüglern und Käfern) – die in das Wasser fallen – sowie von Detritus.